# Larry Johnson (cestista 1969)
Larry Demetric Johnson (Tyler, 14 marzo 1969) è un ex cestista statunitense, professionista nella NBA. È stato prima scelta assoluta al Draft 1991.

## Carriera

### High school
Ha studiato alla Skyline High School a Dallas, in Texas. 
Viene presto considerato come uno dei migliori prospetti della sua generazione, tanto che al suo anno da senior, nel 1987, viene invitato a partecipare ai McDonald's All-American Game, dove venne eletto miglior giocatore.
Nel 2012 è stato inserito nella lista dei 35 migliori giocatori della storia dell'evento. 

### College
Inizialmente intenzionato a iscriversi alla Southern Methodist University, Johnson alla fine decide di andare al college di Odessa.
Nel suo primo anno realizza una media di 22.3 punti a partita, mentre la stagione successiva passa a una media di 29 punti. Grazie a queste straordinarie prestazioni diventa il primo, e finora unico, giocatore a vincere per due volte il National Collegiate Athletic Association Division 1 Player of the Year award. 
Nel 1989 decide di trasferirsi all'Università del Nevada (UNLV) per andare a giocare per i Runnin' Rebels, sotto la guida di coash Jerry Tarkanian.
Nel suo primo anno Johnson si ritrovò al fianco di futuri giocatori NBA come Stacey Augmon e Greg Anthony e trascinò la squadra fino alla finale NCAA del 1990, disputata contro i Blue Devils Duke di Christian Laettner (futuro giocatore NBA e membro del leggendario Dream Team del '92). La partita fu vinta per 103-73 e Johnson diede un enorme contributo, con 22 punti e 11 rimbalzi. Si tratta ancora oggi della vittoria con lo scarto e il punteggio più alto della storia delle finali NCAA.
L'anno successivo i Rebels cercarono di difendere il titolo con una regular season perfetta: 27-0. Johnson ottenne la bellezza di 26.7 punti a partita. Tuttavia la squadra fu eliminata al primo turno delle final four dai Duke Blue Devils di Laettner (futuri campioni del torneo), che vinsero 79-77 e si presero la rivincita per la sconfitta in finale l'anno precedente.
Considerato uno dei migliori prospetti del basket collegiale, Johnson decise al termine della stagione di dichiararsi eleggibile per il Draft NBA.
Nei due anni trascorsi a UNVL ottenne numerosi riconoscimenti: due volte First Team All-American, West Conference Player of the Year e MVP, mentre nel 1991 vinse il John R. Wooden Award e il Naismith College Player of the Year. Inoltre nel 2002, insieme a Augmon e Anthony, è stato inserito nella UNLV Athletic Hall of Fame. 

### NBA

#### Prime stagioni a Charlotte (1991-1993)
Dichiaratosi eleggibile per il Draft 1991, Johnson venne scelto alla prima chiamata dagli Charlotte Hornets, franchigia presente da soli tre anni in NBA, tutti fortemente negativi (il miglior risultato fu 26-56 nella stagione 1990-91). Con la media di 19.2 punti e 11 rimbalzi a partita la potente ala vinse il premio di Rookie of the Year, primo giocatore della storia degli Hornets a ottenere tale riconoscimento. Inoltre fu invitato all'NBA All-Star Weekend e allo Slam Dunk Contest arrivò secondo dietro il solo Cedric Ceballos.
Johnson si ritrovò in una franchigia con diversi giocatori giovani e promettenti (composta da Muggsy Bogues, Dell Curry e Kendall Gill, eletto nell'NBA All-Rookie First Team l'anno precedente) ma ancora troppo inesperti. La conseguenza fu che la squadra non andò oltre il 31-51, ottenendo dei lievi miglioramenti rispetto alle passate stagioni ma rimanendo ben lontana dalla zona play-off.
La svolta per gli Hornets l'anno successivo, quando ebbero la seconda chiamata al Draft e scelsero Alonzo Mourning. Con la squadra che ora disponeva di un'altra giovane promessa, Johnson disputò una stagione con una media di 22,1 punti e 10,5 rimbalzi a partita. Inoltre venne inserito nell'All-NBA Second Team e fu invitato all'All-Star Game, dove giocò per 16 minuti, con 4 punti e 4 rimbalzi.
Per la prima volta gli Hornets conclusero la regular season con un record positivo (44-38), consentendo loro di accedere per la prima volta ai play-off. Grazie anche ai 19.8 punti e 6.9 rimbalzi di media di Johnson la squadra riuscì a superare il primo turno, battendo per 3 a 1 dei Boston Celtics in declino, ma si dovette arrendere al secondo turno per 4 a 1 ai New York Knicks di coach Pat Riley, tra i favoriti per la vittoria finale.

#### L'infortunio alla schiena e la cessione ai Knicks (1993-1996)
Nell'ottobre del 1993 firmò un contratto da 85 milioni di dollari per 12 anni, all'epoca il più alto della storia della NBA.
Nella stagione 1993-94 l'ala degli Hornets subì un grave infortunio alla schiena che lo costrinse a saltare 31 partite. A causa di ciò la squadra subì un calo delle prestazioni, terminando la regular season con un 41-41, non riuscendo a raggiungere i play-off.
L'infortunio alla schiena condizionò la sua abilità nella penetrazione a canestro, pertanto Johnson decise di migliorare la sua precisione nel tiro dall'arco. Nella stagione 1994-95 riuscì a segnare ben 81 canestri da tre punti, quasi 60 in più dell'anno precedente, che gli permisero di ottenere la media di 18.8 punti a partita. Venne inoltre convocato per la seconda volta in carriera all'All-Star Game, perso per 139 a 112.
Gli Hornets ottennero il miglior risultato di sempre in stagione regolare con 50 vittorie e 32 sconfitte, approdando ai play-off, ma si dovettero arrendere al primo turno per 3 a 1 ai Chicago Bulls di un rientrato Michael Jordan. Nonostante l'eliminazione gli Hornets si dimostrarono molto tenaci e lottarono punto a punto in ogni partita ad eccezione di gara 4, grazie anche alla media di 20.8 punti di Johnson. L'ala texana segnò inoltre 25 punti (secondo miglior marcatore della partita, dietro il solo Jordan) in gara 2, determinanti per la vittoria e il momentaneo pareggio nella serie.
Nella stagione 1995-96 gli Hornets decisero di scambiare Mourning, da tempo in forte contrasto con Johnson, in cambio di Glen Rice e Matt Geiger, senza tuttavia ottenere i risultati sperati: la stagione regolare terminò con un deludente 41-41 e il mancato accesso ai play-off, di conseguenza la squadra decise di eseguire una nuova trade per effettuare una ricostruzione del roster, che coinvolse questa volta Johnson. La potente ala, nonostante i 20.5 punti e gli 8.4 rimbalzi di media, salutò così gli Hornets dopo 5 stagioni, passando ai New York Knicks in cambio di Anthony Mason e Brad Lohaus.

#### Prime stagioni ai Knicks e nuovi problemi fisici (1996-1998)
Nella Grande Mela Johnson si ritrova in una squadra competitiva ma in parabola discendente, composta da elementi del calibro di John Starks, Charles Oakley, Patrick Ewing e Allan Houston. Nella sua prima stagione a New York l'ala si ritrova nuovamente a combattere spesso con fastidiosi problemi alla schiena, che gli impediscono di disputare sei partite e causano un netto abbassamento delle sue statistiche individuali (12.8 punti e 5.2 rimbalzi di media). Nonostante tutto Johnson diventa un componente essenziale della franchigia, che termina la stagione regolare con il record di 57-25. Ai play-off i Knicks distruggono al primo turno per 3 a 0 proprio l'ex-squadra di Johnson, gli Charlotte Hornets. Al secondo turno tuttavia si devono arrendere, dopo una serie combattutissima fino a gara 7, contro i Miami Heat di Alonzo Mourning. Proprio Johnson diverrà uno degli artefici della forte rivalità che nascerà in quegli anni tra New York e la squadra della Florida.
La stagione successiva Johnson è costretto a subire nuovi stop a causa dei problemi alla schiena (salterà infatti 12 partite), ma riesce ad aumentare leggermente la sua media punti (15.5 a partita). I Knicks disputano una regular season deludente, con un modesto 43-39, ma riescono comunque a raggiungere i play-off.
Johnson disputa una buona post-season, con una media di 17.9 punti di media, che permette ai Knicks di superare il primo turno (battendo per 3 a 1 gli Heat). Al secondo turno tuttavia la squadra viene sconfitta sonoramente per 4 a 1 dai Pacers di Reggie Miller e Rik Smits.

#### L'anello sfiorato nel 1999 e il ritiro (1998-2001)
Il campionato 1998-99 Larry Johnson rimane una pedina fondamentale della squadra, anche se vede un abbassamento della sua media punti con l'arrivo di Latrell Sprewell, ottenuto dai Golden State Warriors in cambio di John Starks e Chris Mills. I Knicks terminano all'8° posto a est e approdano ai play-off, compiendo l'impresa di diventare la squadra col più basso piazzamento in stagione regolare a raggiungere le finali NBA, record tuttora imbattuto. Al primo turno Johnson e compagni battono per 3 a 2 gli acerrimi rivali dei Miami Heat, al secondo turno demoliscono gli Atlanta Hawks di Mutombo con un sonoro 4 a 0, e alle finali di Conference battono per a 4 a 2 i ben più quotati Indiana Pacers di Miller e Smits. Qui Larry si rivela uno dei protagonisti della serie, in particolare in gara 3 dove, a 11.9 secondi dalla fine e con la squadra sotto di 3 punti, segna una tripla subendo fallo da Antonio Davis, realizzando anche il successivo tiro libero. Questo permise ai Knicks di vincere per 92 a 91 la partita e di portare la serie sul 2 a 1 per la squadra della Grande Mela. Raggiunte le Finals per la prima volta dal 1994, i Knicks si ritrovarono davanti i fortissimi San Antonio Spurs che, trascinati dai talenti di David Robinson, Tim Duncan, Sean Elliotte Steve Kerr, dominarono la serie e batterono New York per 4 a 1. 
Nelle successive due stagioni i problemi alla schiena diventarono sempre più gravi e le statistiche di Johnson si abbassarono sempre più. Tutto questo portò l'ala grande ad annunciare il ritiro il 10 Ottobre 2001, a soli 32 anni.

### Curiosità
- Nel 1993 ha preso parte alle settima puntata della quinta stagione di Otto sotto un tetto, intitolata Magica Clarabella ("Grandmama" nella versione originale), in cui interpretava en travesti proprio Clarabella, una nonnina abilissima nella pallacanestro[1].

- Nel 1996 prende parte al film Space Jam, dove è uno dei giocatori a cui viene rubato il talento dai malvagi alieni Nerdlucks/Monstars.

## Statistiche
| † | Denota le stagioni in cui ha vinto il titolo |
| * | Primo nella lega                             |

### NCAA
| Anno       | Squadra        | PG | PT | MP   | TC%  | 3P%  | TL%  | RP   | AP  | PRP | SP  | PP   |
| ---------- | -------------- | -- | -- | ---- | ---- | ---- | ---- | ---- | --- | --- | --- | ---- |
| 1989-1990† | UNLV R. Rebels | 40 | -  | 31,5 | 62,4 | 34,2 | 76,7 | 11,4 | 2,1 | 1,6 | 1,4 | 20,6 |
| 1990-1991  | UNLV R. Rebels | 35 | -  | 31,8 | 66,2 | 35,4 | 81,8 | 10,9 | 3,0 | 2,1 | 1,0 | 22,7 |
| Carriera   | Carriera       | 75 | -  | 31,6 | 64,3 | 34,9 | 78,9 | 11,2 | 2,5 | 1,9 | 1,2 | 21,6 |

### NBA

#### Regular season
| Anno      | Squadra           | PG  | PT  | MP    | TC%  | 3P%   | TL%   | RP   | AP  | PRP | SP  | PP   |
| --------- | ----------------- | --- | --- | ----- | ---- | ----- | ----- | ---- | --- | --- | --- | ---- |
| 1991-1992 | Charlotte Hornets | 82  | 77  | 37,2  | 49,0 | 22,7  | 82,9  | 11,0 | 3,6 | 1,0 | 0,6 | 19,2 |
| 1992-1993 | Charlotte Hornets | 82  | 82  | 40,5* | 52,6 | 25,4  | 76,7  | 10,5 | 4,3 | 0,6 | 0,3 | 22,1 |
| 1993-1994 | Charlotte Hornets | 51  | 51  | 34,5  | 51,5 | 23,8  | 69,5  | 8,8  | 3,6 | 0,6 | 0,3 | 16,4 |
| 1994-1995 | Charlotte Hornets | 81  | 81  | 39,9  | 48,0 | 38,6  | 77,4  | 7,2  | 4,6 | 1,0 | 0,3 | 18,8 |
| 1995-1996 | Charlotte Hornets | 81  | 81  | 40,4  | 47,6 | 37,6  | 75,7  | 8,4  | 4,4 | 0,7 | 0,5 | 20,5 |
| 1996-1997 | N.Y. Knicks       | 76  | 76  | 34,4  | 51,2 | 32,4  | 69,3  | 5,2  | 2,3 | 0,8 | 0,5 | 12,8 |
| 1997-1998 | N.Y. Knicks       | 70  | 70  | 34,5  | 48,5 | 23,8  | 75,6  | 5,7  | 2,1 | 0,6 | 0,2 | 15,5 |
| 1998-1999 | N.Y. Knicks       | 49  | 48  | 33,4  | 45,9 | 35,9  | 81,7  | 5,8  | 2,4 | 0,7 | 0,2 | 12,0 |
| 1999-2000 | N.Y. Knicks       | 70  | 68  | 32,6  | 43,3 | 33,3  | 76,6  | 5,4  | 2,5 | 0,6 | 0,1 | 10,7 |
| 2000-2001 | N.Y. Knicks       | 65  | 65  | 32,4  | 41,1 | 31,3  | 79,7  | 5,6  | 2,0 | 0,6 | 0,4 | 9,9  |
| Carriera  | Carriera          | 707 | 699 | 36,3  | 48,4 | 33,2  | 76,6  | 7,5  | 3,3 | 0,7 | 0,4 | 16,2 |
| All-Star  | All-Star          | 2   | 1   | 18,0  | 44,4 | 100,0 | 100,0 | 4,0  | 1,0 | 0,0 | 0,0 | 5,5  |

#### Play-off
| Anno     | Squadra           | PG | PT | MP   | TC%  | 3P%  | TL%  | RP  | AP  | PRP | SP  | PP   |
| -------- | ----------------- | -- | -- | ---- | ---- | ---- | ---- | --- | --- | --- | --- | ---- |
| 1993     | Charlotte Hornets | 9  | 9  | 38,7 | 55,7 | 25,0 | 78,8 | 6,9 | 3,3 | 0,6 | 0,2 | 19,8 |
| 1995     | Charlotte Hornets | 4  | 4  | 43,0 | 47,7 | 11,1 | 80,0 | 5,8 | 2,8 | 1,0 | 0,5 | 20,8 |
| 1997     | N.Y. Knicks       | 9  | 9  | 32,8 | 55,8 | 35,3 | 84,2 | 4,0 | 2,6 | 0,8 | 0,1 | 13,8 |
| 1998     | N.Y. Knicks       | 8  | 8  | 38,8 | 48,6 | 20,0 | 74,0 | 6,6 | 1,6 | 1,3 | 0,4 | 17,9 |
| 1999     | N.Y. Knicks       | 20 | 20 | 34,2 | 42,6 | 29,3 | 67,4 | 4,9 | 1,6 | 1,1 | 0,1 | 11,5 |
| 2000     | N.Y. Knicks       | 16 | 16 | 36,8 | 46,1 | 39,4 | 79,4 | 5,0 | 1,6 | 0,5 | 0,1 | 11,3 |
| Carriera | Carriera          | 66 | 66 | 36,3 | 48,3 | 30,3 | 76,7 | 5,3 | 2,0 | 0,8 | 0,2 | 14,2 |

#### Massimi in carriera
- Massimo di punti: 44 vs Boston Celtics (22 novembre 1995)[2]
- Massimo di rimbalzi: 23 vs Minnesota Timberwolves (10 marzo 1992)
- Massimo di assist: 14 vs Indiana Pacers (19 marzo 1996)
- Massimo di palle rubate: 5 vs Golden State Warriors (20 gennaio 1992)
- Massimo di stoppate: 3 (11 volte)
- Massimo di minuti giocati: 55 vs Denver Nuggets (26 marzo 1996)

## Palmarès
- McDonald's All-American Game (1987)
- Campione NCAA (1990)
- NCAA John R. Wooden Award (1991)
- NCAA Naismith Men's College Player of the Year Award (1991)
- 2 volte NCAA AP All-America First Team (1990, 1991)
- NBA Rookie of the Year (1992)
- NBA All-Rookie First Team (1992)
- All-NBA Second Team (1993)
- 2 volte NBA All-Star (1993, 1995)